# Christian Grothe
Christian Gottlieb Grothe (* 27. Dezember 1803 in Charlottenburg; † 27. Februar 1849 in Tempelhof bei Berlin) war ein deutscher Genremaler.

## Leben

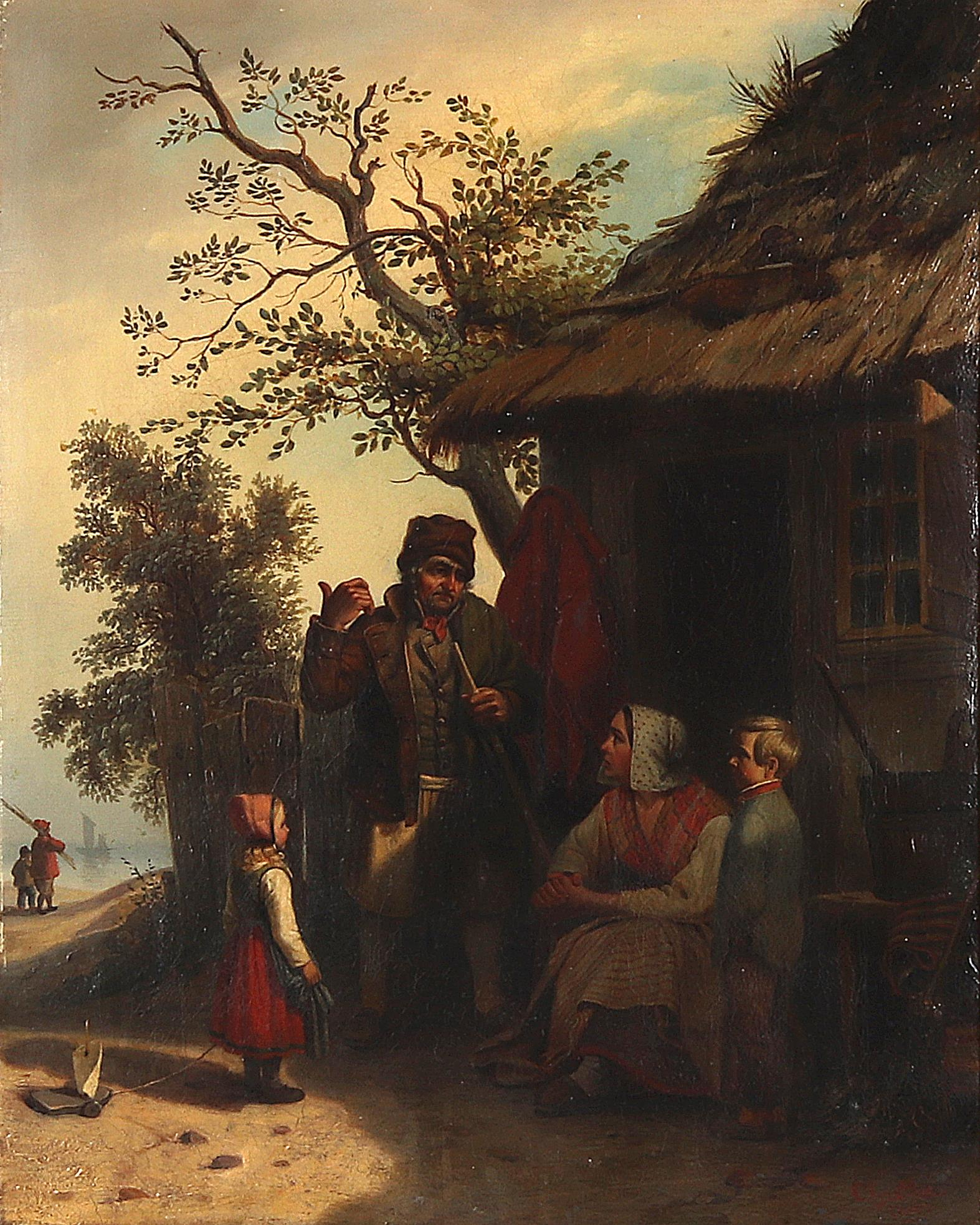
Fischerfamilie vor dem Haus (1847)

Christian Grothe wurde als Kind des Ackerbürgers zu Lützow, Christian Friedrich Grothe und seiner Frau Dorothea Sophie, geb. Fleschmann (1766–1825), in Charlottenburg bei Berlin geboren. Seine Ausbildung erhielt er zwischen 1822 und 1828 an der Königlichen Akademie der Künste in Berlin. Er war Schüler von Karl Wilhelm Kolbe.
Seine Gemälde und Zeichnungen sind überwiegend Genrebilder aus dem gewöhnlichen Leben und militärischen Alltag.
Zwischen 1828 und 1848 wurden seine Werke u. a. auf den Kunstausstellungen der Königlichen Akademie der Künste in Berlin ausgestellt.
Seit 1839 bis zu seinem Tode im Jahr 1849 war Christian Grothe als Lehrer für das freie Handzeichnen am Berliner Kadettenhaus tätig. Die Nachfolge übernahm sein Freund und Schwager Carl Rechlin.
1833 heiratete er die wohlhabende Bauerntochter Helene Sophie Stackebrandt (1814–1893) aus Tempelhof, mit der er vier Kinder bekam. Die Familie wohnte in der Tempelhofer Dorfstraße.
Er starb 1849 im Alter von 46 Jahren in Tempelhof an Schwindsucht.